# کوه خاکاندریا
کوه خاکاندریا (روسی: Гора Хакандя) یک کوه در سرزمین خاباروفسک کشور روسیه است.